# Ophrys arachnitiformis
Ophrys arachnitiformis är en orkidéart som beskrevs av Jean Charles Marie Grenier och Xavier Philippe. Ophrys arachnitiformis ingår i ofryssläktet, och familjen orkidéer. Inga underarter finns listade i Catalogue of Life.

## Bildgalleri

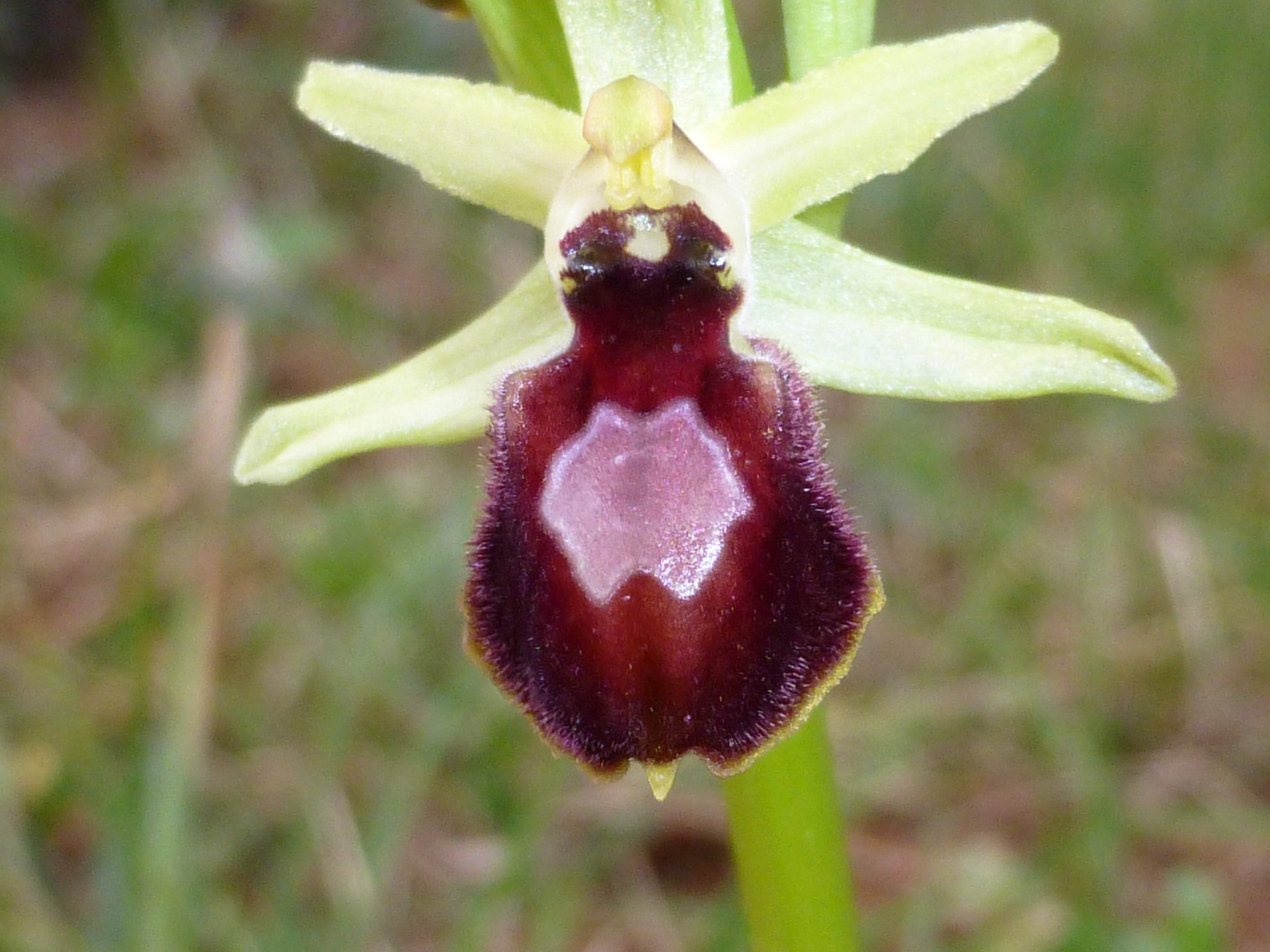